# Kina i olympiska vinterspelen 1980
Kina deltog i olympiska vinterspelen 1980. Kinas trupp bestod av 24 idrottare, 11 kvinnor och 13 män.

## Resultat

### Alpin skidåkning
- Storslalom herrar
  - Piao Dongyi - 50

- Slalom herrar
  - Piao Dongyi - 34

- Storslalom damer
  - Wang Guizhen - 35

- Slalom damer
  - Wang Guizhen - 18

### Hastighetsåkning på skridskor
- 500 m herrar
  - Wang Nianchun - 23
  - Zhao Weichang - 31
  - Su He - 33

- 1 000 m herrar
  - Zhao Weichang - 24
  - Li Huchun - 32
  - Wang Nianchun - 36

- 1 500 m herrar
  - Zhao Weichang - 25
  - Guo Chengjiang - 29
  - Li Huchun - 30

- 500 m damer
  - Cao Guifeng - 21
  - Shen Guoqin - 27
  - Wang Limei - 29

- 1 000 m damer
  - Cao Guifeng - 27
  - Zhang Li - 31
  - Shen Zhenshu - 32

- 1 500 m damer
  - Kong Meiyu - 27
  - Chen Shuhua - 29
  - Shen Guoqin - 30

- 3 000 m damer
  - Kong Meiyu - 27
  - Piao Meiji - 28

### Konståkning
- Herrar
  - Xu Zhaoxiao - 16

- Damer
  - Bao Zhenghua - 22

### Längdskidåkning
- 15 km herrar
  - Lin Guanghao - 50

- 5 km herrar
  - Ren Guiping - 38

- 10 km herrar
  - Ren Guiping - 38

### Skidskytte
- Sprint herrar
  - Song Yongjun - 41
  - Han Jinsuo - 46
  - Li Xiaoming - AC

- Distans herrar
  - Ying Zhenshan - 44
  - Wang Yumjie - 46

- Stafett herrar
  - Song Yongjun, Ying Zhenshan, Li Xiaoming, Wang Yumjie - 14